# Mała Encyklopedia Polska
Mała Encyklopedia Polska – dwutomowa, polska encyklopedia ogólna, która wydana została w latach 1841–1847 w Lesznie przez Stanisława Platera   .

## Historia
Początkowo publikacja planowana była na wydawnictwo jednotomowe, ale ze względu na problemy korektorskie oraz obfity materiał zebrany przez autora liczba tomów wzrosła do dwóch  .
Encyklopedia poświęcona była tematyce polskiej. Obejmowała historię, geografię oraz „naturalistykę” związaną z Polską. Zawierała opisy obiektów geograficznych, miejscowości, życiorysy wybitnych Polaków, a także hasła związane z biologią kraju: opisy rodzimych zwierząt, roślin oraz bogactw naturalnych . 
Encyklopedia miała szeroką dystrybucję. Zamówienia na nią przyjmowały księgarnie we wszystkich zaborach: pruskim, austriackim i rosyjskim .

## Opis
Tomy publikowane były w zeszytach. Pierwszy tom składał się z 6. zeszytów. Cena każdego zeszytu zależała od papieru na jakim był drukowany: 10 srebrnych groszy, czyli 2 złote polskie kosztował zeszyt wydrukowany na papierze drukowym, a 20 srbgr., czyli 4 zł. na papierze welinowym .
Każdy tom zawiera erratę oraz spis treści poszczególnych zeszytów. Na końcu każdego tomu znajduje się alfabetyczny regest tematyczny. Wydane zostały 2 tomy   :
- t. 1, A-K (478 s.), Leszno 1841[1] ,
- t. 2, L-Ż (608 s.), Leszno 1847[2] .